# Mimoza Ahmeti
Mimoza Ahmeti (Kruja, 12 giugno 1963) è una scrittrice e poetessa albanese.

## Biografia
Dopo aver scritto due volumi di poesie negli anni 1980, ha pubblicato cinquantatré poesie nella Collezione Delirium, Tirana 1994 (Delirio), che attirò l'attenzione del pubblico. La sua poesia fu ben accolta da una nuova generazione di lettori in sintonia, per la prima volta, con la cultura occidentale. Il suo libro più recente è L'impollinazione dei fiori. I suoi libri sono stati tradotti in italiano, francese e inglese. Nonostante sia famosa per le sue poesie, ha anche scritto storie e articoli. Si è avventurata nella musica, partecipando a vari festival musicali albanesi, oltre che nel dipingere numerosi nudi.
È stata candidata per il Partito Democratico d'Albania alle elezioni locali di Tirana del 2001, nelle quali venne sconfitta.

## Apparizioni pubbliche
Ha vinto il Festival della poesia di Sanremo nel 1998, organizzato da Rai Uno, ed è apparsa anche nella seconda edizione della versione albanese di Ballando con le stelle. Nel 2010 è stata invitata al " Festival Internazionale della Letteratura di Berlino (archiviato dall'url originale il 22 marzo 2020).".

## Opere
- Bëhu i bukur (Renditi bella) poesia, Tirana, 1986
- Sidomos nesër (Cappotto del mattino) poesia, Tirana, 1988
- Delirio, poesia, Tirana, 1994
- Poesia Pjalmimi i luleve (L'impollinazione dei fiori), Ora Botime, Tirana, 2003
- Gruaja haluçinante (La donna allucinante) romanzo, Ombra GVG, Tirana, 2006

### Tradotte in francese
- L'Aéroport du cœur, (Aeroporti i zemrës) poem trad. di Élisabeth Chabuel, Éditions imprévues, Collezione «Accordéons», 2015
- Historie du Absurde coordinatif (Absurdi koordinatir), tradotta da Edmond Tupja Agnès Pareyre, Parigi, 2002 ISBN 978-2-914732-03-1
- Histoire du ciel poems trad. di Alexandre Zotos in: Prosateurs & poètes d'Albanie La main de singe n ° 17. Ed. Comp'Act, 1995
- Ca Va Albanie, Parigi, The Promenade, 1998
- Personne Belle, romana, traduit da Ada Prizreni, 1997, ISBN 8846700538 ISBN 978-8846700537